# The Crossing (Ghost Whisperer)
"The Crossing" é o segundo episódio da primeira temporada da série de televisão Ghost Whisperer, que foi transmitido em 30 de Setembro de 2005, pela CBS. O episódio foi escrito por Catherine Butterfield e dirigido por Ron Lagomarsino.

## Sinopse
Melinda ajuda um pequeno menino chamado Kenny Dale (Joseph Castanon), que morreu em uma colisão de carro com um trem. Kenny não sabe que morreu e procura por sua mãe Candice (Paula Cale). Kenny acha que sua mãe está brava com ele, e o rejeitando. Após descobrir que estava morto, Kenny quer a ajuda de Melinda para mandar um recado para sua mãe, após o recado ser dado, Kenny vê uma luz, caminha até ela e desaparece.